# Nghĩa trang Tikhvin
Nghĩa trang Tikhvin (tiếng Nga: Тихвинское кладбище) là một nghĩa trang nằm ở Sankt-Peterburg, Nga. Được thành lập năm 1823 trong khuôn viên Tu viện Aleksandr Nevskij với tên Nghĩa trang Novo-Lazarevskoe, tới năm 1876 thì nghĩa trang được đổi tên thành Tikhvin như hiện nay. Nghĩa trang Tikhvin là nơi an nghỉ của nhiều nhân vật nổi tiếng trong lịch sử nước Nga trong đó có hầu hết các nhà soạn nhạc vĩ đại nhất nước Nga thế kỉ 19 như Pyotr Ilyich Tchaikovsky, Nikolai Rimsky-Korsakov hay Mikhail Glinka, đây cũng là nơi an nghỉ của đại văn hào Nga Fyodor Dostoevsky.

## Những ngôi mộ nổi tiếng
- Mily Balakirev (1837-1910), nhà soạn nhạc
- Alexander Borodin (1833-1887), nhà soạn nhạc
- César Cui (1835-1918), nhà soạn nhạc
- Fyodor Dostoevsky (1821-1881), nhà văn
- Mikhail Glinka (1804-1857), nhà soạn nhạc
- Vera Komissarzhevskaya (1864-1910), diễn viên
- Ivan Kramskoi (1837-1887), họa sĩ
- Ivan Krylov (1769-1844), nhà văn
- Sergei Vasiljevich Lebedev (1874-1934), nhà sáng chế
- Modest Mussorgsky (1839-1881), nhà soạn nhạc
- Nikolai Rimsky-Korsakov (1844-1908), nhà soạn nhạc
- Anton Rubinstein (1835-1881), nghệ sĩ piano, nhà soạn nhạc
- Alexander Serov (1820-1871, nhà soạn nhạc, cha của họa sĩ Valentin Serov
- Fyodor Stravinsky (1843-1902), nghệ sĩ opera, cha của nhà soạn nhạc Igor Stravinsky
- Pyotr Ilyich Tchaikovsky (1840-1893), nhà soạn nhạc

## Hình ảnh

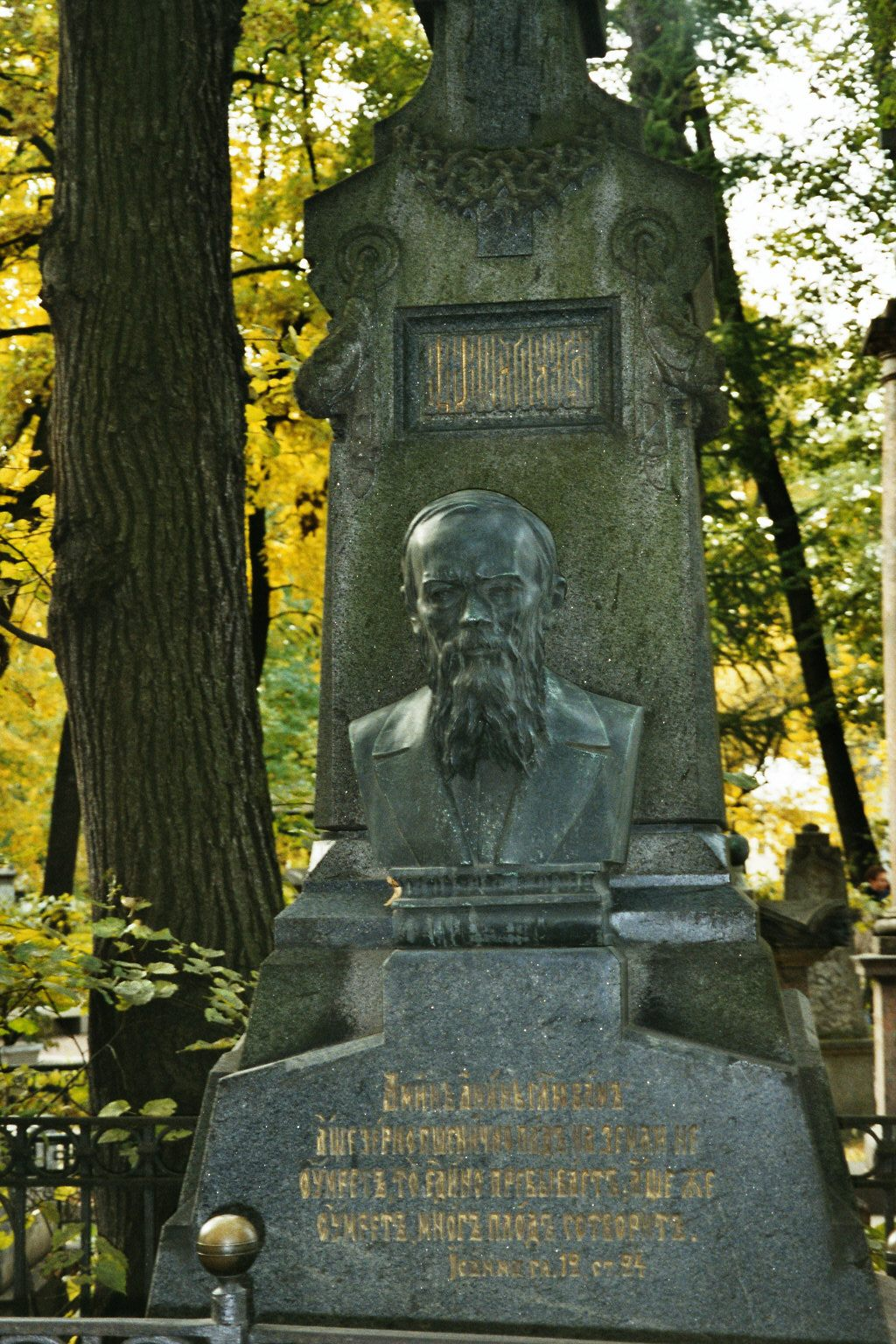
Mộ của Fyodor Dostoevsky
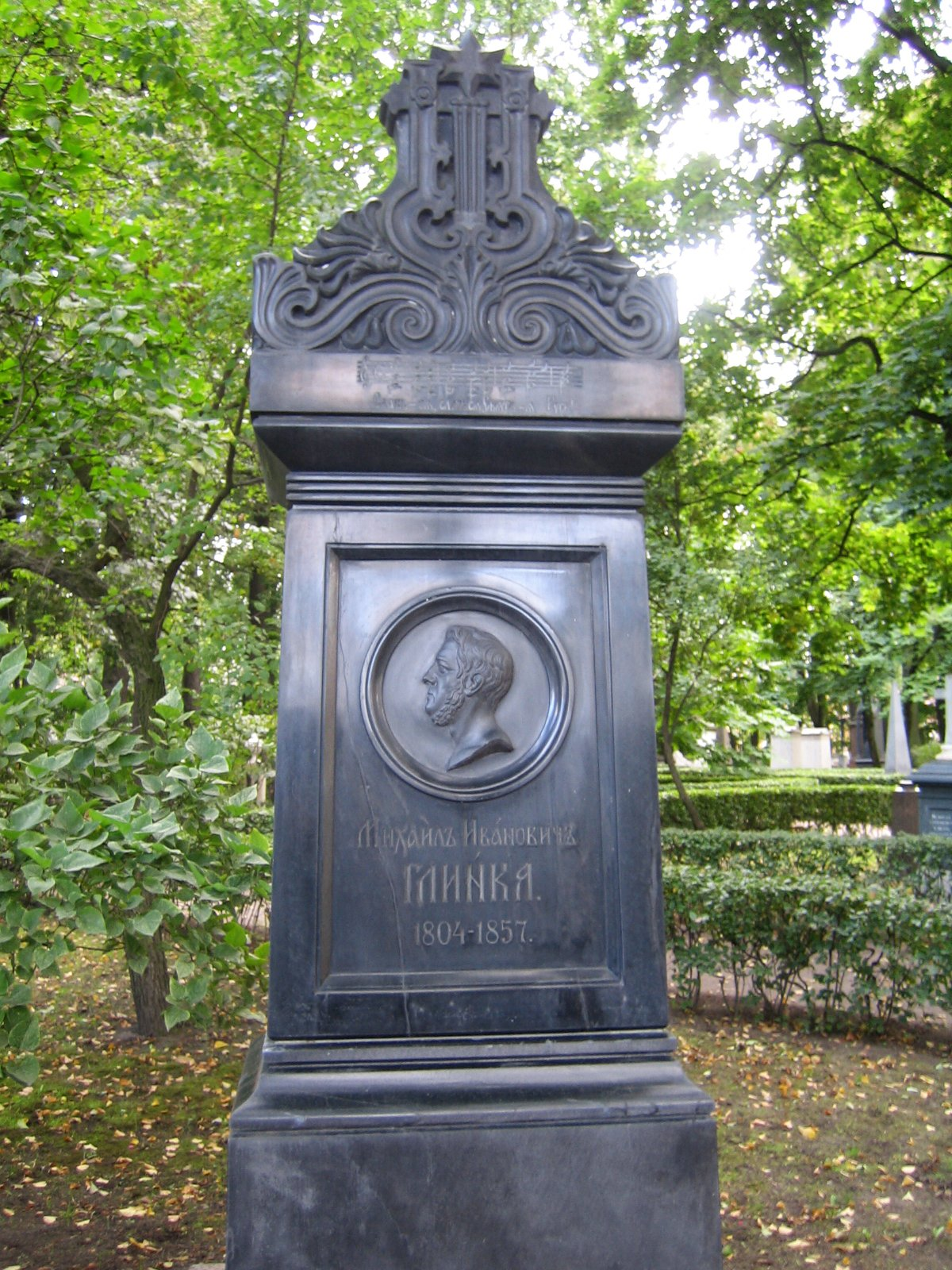
Mộ của Mikhail Glinka
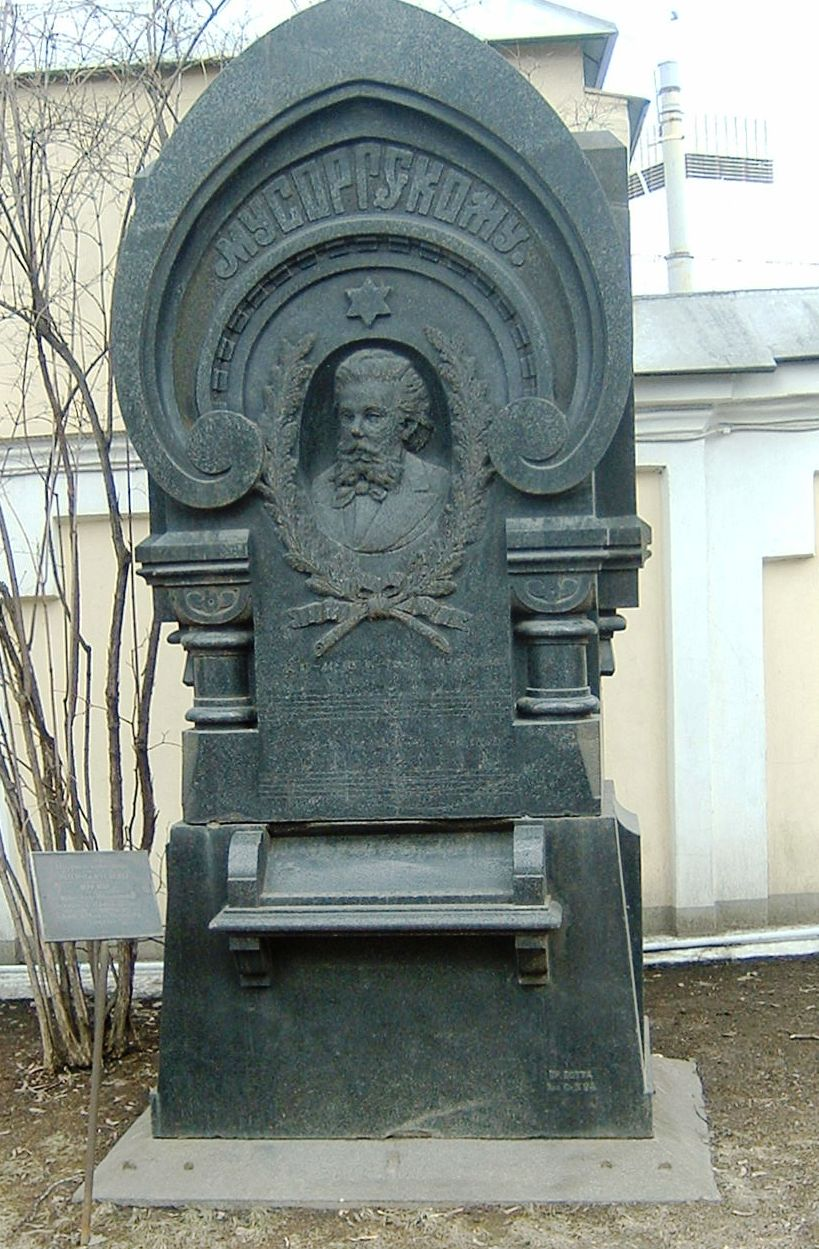
Mộ của Modest Mussorgsky
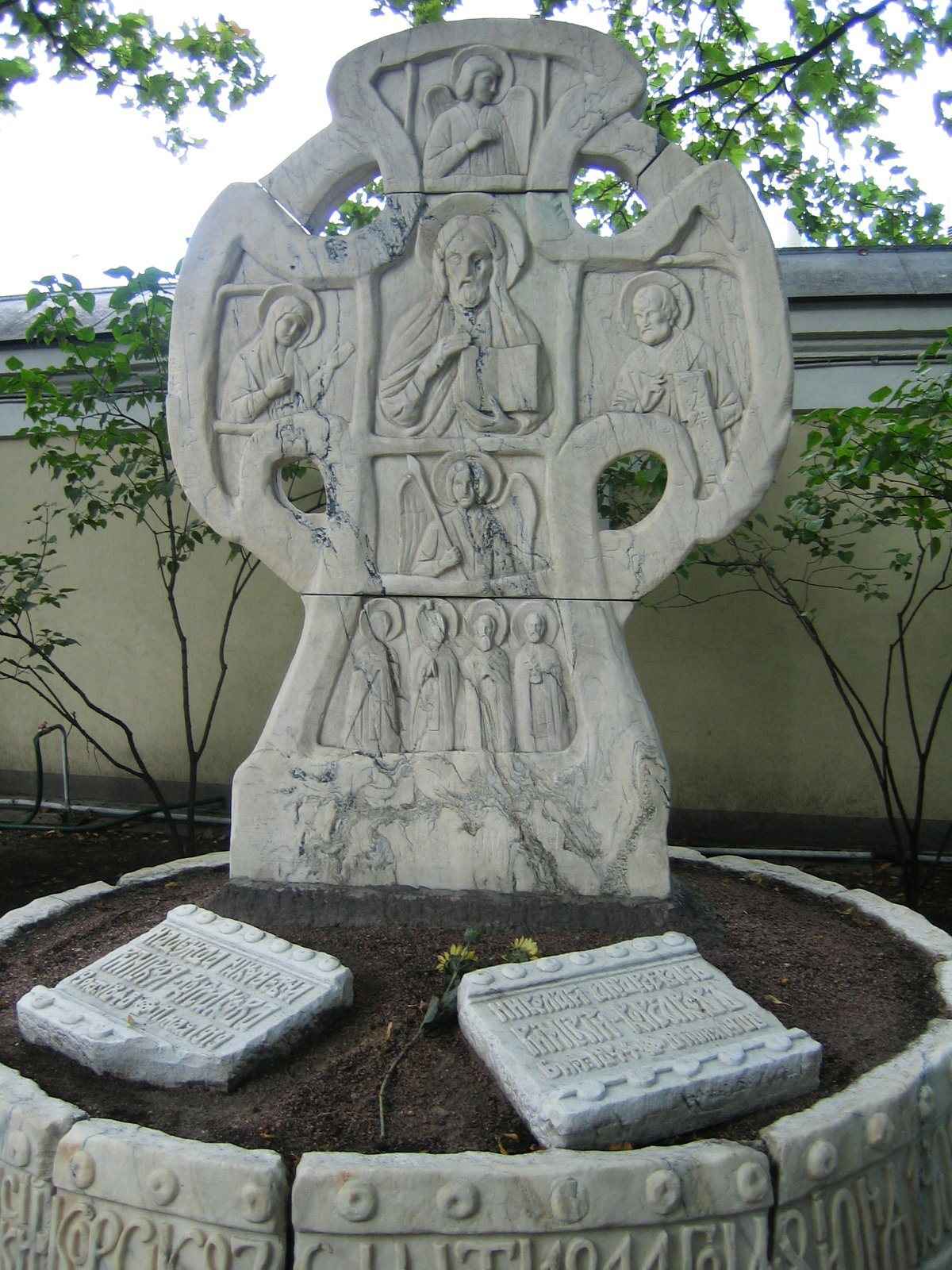
Mộ của Nikolai Rimsky-Korsakov